# Extreme Rules 2021
Extreme Rules 2021 è stata la tredicesima edizione dell'omonimo evento in pay-per-view prodotto annualmente dalla WWE e si è svolto il 26 settembre 2021, alla Nationwide Arena di Columbus, Ohio.

## Storyline
A SummerSlam, Bianca Belair avrebbe dovuto difendere il WWE SmackDown Women's Championship contro Sasha Banks, tuttavia, quest'ultima non poté partecipare per ragioni sconosciute e Carmella fu annunciata come sostituta, ma poco prima del suono della campana, risuonò la musica di Becky Lynch, assente causa maternità dal maggio 2020, attaccò Carmella, sfidò la campionessa, la batté in 26 secondi e le strappò il titolo. Dopo il rifiuto della neo-campionessa a una rivincita, Belair vinse un fatal 4-way match e diventò la sfidante al titolo. La settimana successiva, Belair sfidò Lynch a un match per quella notte, ma quest'ultima rifiutò di nuovo, ma più tardi nel backstage, gli official Adam Pearce e Sonya Deville le annunciarono che avrebbe dovuto difendere il titolo a Extreme Rules.
Nella puntata di SmackDown del 23 luglio, Roman Reigns non concesse a John Cena un'opportunità per il WWE Universal Championship a SummerSlam, si presentò Finn Bálor e sfidò a sua volta il campione, ma nel corso della firma del contratto, Baron Corbin mise KO Bàlor e cercò di firmare lui stesso il contratto, ma l'intervento di Cena glielo impedì, ma poco dopo fu lo stesso Cena a siglare il contratto, il che rese il match ufficiale, ma all'evento fu Reigns a spuntarla. Bálor ebbe poi la sua opportunità per il titolo nella puntata di SmackDown del 3 settembre, senza successo. Un'ulteriore rivincita tra i due fu sancita per Extreme Rules e nell'episodio del 10 settembre, fu rivelato che Reigns avrebbe dovuto affrontare l'alter ego di Bálor, "The Demon".
A SummerSlam, Damian Priest batté Sheamus e conquistò lo United States Championship. Mantenne il titolo anche nel triple threat match svoltosi nella puntata di Raw del 30 agosto contro l'ex campione e Drew McIntyre. La faida proseguì la settimana successiva, quando Sheamus sconfisse McIntyre e si guadagnò un'ulteriore chance titolata per Extreme Rules. Il 20 settembre a Raw, Jeff Hardy sconfisse Sheamus e si unì al match titolato, rendendolo un triple threat match.
A completare la card, Charlotte Flair contro Alexa Bliss con in palio il WWE Raw Women's Championship, gli Usos contro gli Street Profits per il WWE SmackDown Tag Team Championship e Carmella contro Liv Morgan.

## Risultati
| #       | Match                                                       | Stipulazioni                                              | Durata |
| ------- | ----------------------------------------------------------- | --------------------------------------------------------- | ------ |
| Kickoff | Liv Morgan ha sconfitto Carmella                            | Single match                                              | 7:52   |
| 1       | Il New Day ha sconfitto Bobby Lashley, AJ Styles e Omos     | Six-man tag team match                                    | 18:15  |
| 2       | Gli Usos (c) hanno sconfitto gli Street Profits             | Tag team match per il WWE SmackDown Tag Team Championship | 13:45  |
| 3       | Charlotte Flair (c) ha sconfitto Alexa Bliss                | Single match per il WWE Raw Women's Championship          | 11:25  |
| 4       | Damian Priest (c) ha sconfitto Sheamus e Jeff Hardy         | Triple threat match per il WWE United States Championship | 13:25  |
| 5       | Becky Lynch (c) vs. Bianca Belair è terminato in no-contest | Single match per il WWE SmackDown Women's Championship    | 16:30  |
| 6       | Roman Reigns (c) (con Paul Heyman) ha sconfitto Finn Bálor  | Extreme rules match per il WWE Universal Championship     | 19:45  |